# Minuskuł 69 (Gregory-Aland)
Minuskuł 69 (wedle numeracji Gregory–Aland), δ 505 (von Soden) – rękopis Nowego Testamentu pisany minuskułą na pergaminie i papierze w języku greckim z XV wieku. Kolejność ksiąg Nowego Testamentu jest nietypowa, występują pozabiblijne dodatki. Niektóre partie kodeksu zostały utracone. Tekst Ewangelii reprezentuje cezarejską tradycję tekstualną, tekst Dziejów i Listów powszechnych reprezentuje bizantyńską tradycję tekstualną. Kodeks zawiera pozabiblijne dodatki. Skryba był nieuważny.
Rękopis od 1640 przechowywany jest w Leicesterze. Od XVIII wieku jego tekst cieszy się zainteresowaniem wśród krytyków tekstu i cytuje się go we wszystkich krytycznych wydaniach greckiego Nowego Testamentu. Dostępny jest w formie zdigitalizowanej.

## Opis rękopisu
Kodeks zawiera tekst Nowego Testamentu na 213 kartach (37,8 cm na 27 cm). Karty ułożone zostały w kwaterniony, po pięć zgiętych w połowie karty w jednym foliale. Każdy z foliałów został ponumerowany. W numeracji zastosowano wczesne cyfry arabskie. Niektóre partie rękopisu zostały utracone (Mt 1,1-18,15; Dz 10,45-14,17; Jd 7-25; Ap 19,10-22,21).
Rękopis częściowo jest pisany na pergaminie (91 kart), częściowo na papierze (122 kart). Zazwyczaj po dwóch pergaminowych kartach następuje papierowa. Papier jest bardzo słabej jakości. Ze względu na niską jakość papieru cztery karty pisane są tylko z jednej strony.
Kolejność nowotestamentowych ksiąg jest nietypowa. Na początku zostały umieszczone Listy Pawła (Hbr na końcu), po których następują Dzieje Apostolskie, Listy powszechne, Apokalipsa i Ewangelie. Rękopis zawiera ponadto pozabiblijne dodatki, jak Credo siedmiu soborów (folio 159v), Życie apostołów (f. 160v), Granice Pięciu Patriarchatów (f. 161r).
W Dziejach Apostolskich tekst przeskakuje bezpośrednio z 10,45 do 14,17, co sprawia wrażenie, że kopista nie miał świadomości istnienia luki. Tekst Ap 18,7-19,10 zachował się we fragmentarycznym stanie.
Tekst pisany jest jedną kolumną na stronę, 37-38 linijek w kolumnie. Nagłówki ksiąg biblijnych oraz inicjały rozpoczynające księgę biblijną pisane są na czerwono. Stosuje przydechy i akcenty, jednak często błędnie. Skryba pisał niestarannie, litera ε przypomina α i nie zawsze wiadomo, jaką literę skryba miał na myśli. Jednak liczne noty marginalne pisane są kształtnymi literami. Bruce M. Metzger był zdania, że skryba pisał piórem sporządzonym z trzciny.
Imię Ιησους (Jezus) jest pisane pełną formą aż do J 21,15, gdzie po raz pierwszy pojawia się skrót ις, odtąd co jakiś czas stosowany.
W całym rękopisie naliczono 1129 błędów itacyzmu, stosuje nietypowe formy gramatyczne. Scrivener naliczył 74 opuszczeń w tekście spowodowanych błędem homoioteleuton. Zdaniem Scrivenera odpowiedzialność za te opuszczenia ponosi sam skryba, który niezbyt uważnie kopiował.
Tekst ksiąg dzielony jest według κεφαλαια (rozdziały), których numery umieszczono na marginesach tekstu. W górnym marginesie umieszczono τιτλοι (tytuły) dla owych rozdziałów. Przed każdą z ewangelii umieszczone zostały listy κεφαλαια (spis treści). W Ewangeliach brakuje podziału według krótszych Sekcji Ammoniusza z odniesieniami do Kanonów Euzebiusza. Według umieszczonych na końcu ksiąg kolofonów Ewangelia Mateusza napisana została w języku hebrajskim, Ewangelia Marka w łacińskim, a Ewangelia Łukasza w greckim.

## Tekst

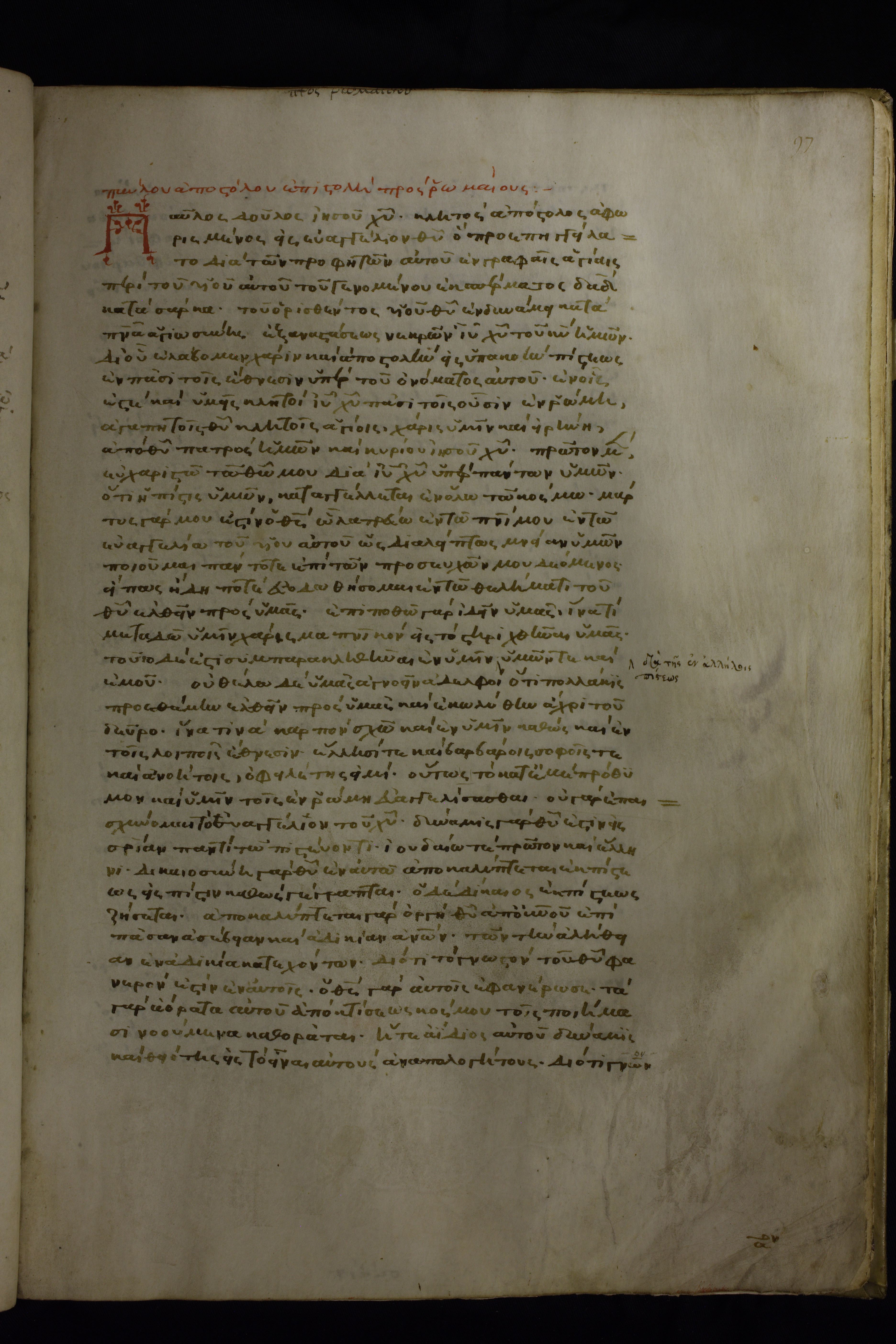
Początek Listu do Rymian

### Charakter tekstualny
W tekście czterech Ewangelii reprezentuje rodzinę Ferrara, jedną z rodzin cezarejskiej tradycji tekstualnej. I pomimo późnej daty jest jednym z lepszych reprezentantów grupy. Tekst pozostałych ksiąg Nowego Testamentu ma odmienne pochodzenie. Ferrar sądził, że tekst czterech Ewangelii został skopiowany z minuskułu 13. W Listach Pawła jest bliski dla minuskułu 462. W Listach powszechnych Wachtel wyliczył 10-20% niebizantyńskich wariantów. Tekst Apokalipsy reprezentuje bizantyńską tradycję tekstualną, ale zawiera wielką liczbę unikalnych wariantów, w bliskiej relacji do kodeksu 046 i 61.
Kurt i Barbara Aland dali mu następujący profil tekstualny w Ewangeliach: 1341 631/2 22² 50s; w Dziejach: 631 191/2 5² 8s; w Listach powszechnych: 641 111/2 9² 5s; w Listach Pawła: 1541 421/2 35² 17s. Dla Apokalipsy Alandowie nie sporządzili profilu. 1 oznacza zgodność z tekstem bizantyńskim, 1/2 oznacza, ile razy zgodny jest z tekstem bizantyńskim oraz „oryginalnym”, 2 oznacza zgodność z tekstem „oryginalnym”, S oznacza, ile ma sobie właściwych wariantów tekstowych (Sonderlesarten). W oparciu o ten profil Alandowie zaklasyfikowali tekst Listów Pawła do Kategorii III. W pozostałych księgach Nowego Testamentu zaliczyli do kategorii V, co oznacza, że reprezentuje tam tekst bizantyński. Niezrozumiałym jest zaklasyfikowanie tekstu Ewangelii do V kategorii, jako że tekst ten reprezentuje rodzinę Ferrara, a profil jest bliski dla innych rękopisów tej grupy.

### Warianty tekstualne
Tekst Pericope adulterae (Jan 7,53-8,11) umieszczony został w Ewangelii Łukasza, za 21,38, tekst Mt 17,2b-3 (znaki czasu) został opuszczony, Łk 22,43-44 (krwawy pot Jezusa) umieszczony został w Ewangelii Mateusza, za Mt 26,39.
Względem innych rękopisów rodziny Ferrara wyróżnia się w następujących miejscach:
W Mateuszu 18,15 zawiera dodatek σου και αυτου μονου (ciebie i jego tylko).
W Mateuszu 19,6 zawiera wariant ουκετι (nigdy) zamiast ουκ ετι (jeszcze nie).
W Łukaszu 11,25 stosuje inną kolejność słów niż pozostałe rękopisy grupy.
W Jana 4,5 przekazuje wariant Σιχαρ zamiast Συχαρ.
Inne warianty:
W 2 Kor 11,17 przekazuje wariant ανθρωπον (człowieka) zamiast κυριον (Pana).

## Historia
Johann Jakob Wettstein i James Rendel Harris datowali rękopis na wiek XIV. Gregory datował go na wiek XV. Obecnie jest datowany przez INTF na wiek XV. Rendel Harris sugerował, że rękopis powstał w Konstantynopolu. Skryba miał na imię Emmanuel, pochodził z Konstantynopola, w drugiej połowie XV wieku przeniósł się do Anglii, gdzie zajmował się kopiowaniem tekstów biblijnych oraz starożytnych klasyków. Rękopis został podarowany dla George’a Neville’a, arcybiskupa Yorku (1465–1472). Dlatego obecnie się przypuszcza, że rękopis powstał w Anglii w latach 1465-1472.
Po śmierci Neville’a należał do Richarda Brinkleya (lub Brinkeleya), który nabył go prawdopodobnie od franciszkanów w Cambridge (podobnie jak minuskuł 61). Później kodeks należał do Williama Charka (albo Charca), wspomnianego w nocie marginalnej minuskułu 61. Chark żył w czasach Elżbiety I i jest odpowiedzialny za dodanie szeregu not marginalnych. Następnie jego właścicielem był Thomas Hayne, który w 1645 podarował go dla biblioteki w Leicesterze (według Metzgera w 1640). Obecnie przechowywany jest w Leicestershire Record Office (Cod. 6 D 32/1) w Leicesterze.
Rękopis był badany przez wielu krytyków tekstu. John Mill skolacjonował rękopis w 1671 (nadał mu siglum L). John Jackson oraz William Tiffin po raz kolejny skolacjonowali jego tekst i przesłali wykaz wariantów dla Wettsteina za pośrednictwem César de Missy. Wettstein jako pierwszy odnotował podobieństwo do kodeksu 13. Rękopis był badany również przez Edwarda Gee. Na listę rękopisów Nowego Testamentu wciągnął go Wettstein. Następnie rękois był badany przez: Tregellesa (1852), Scrivenera (1855), Abbotta, Rendel Harrisa (1887), M. R. Jamesa (1904, 1911), H. L. Graya (1929), Williama Hatcha. Herman C. Hoskier skolacjonował tekst Apokalipsy, Jacob Geerlings badał tekst Ewangelii Jana i jego relację do innych rękopisów rodziny Ferrara. Rękopis badał również J. N. Birdsall.
Jest cytowany w krytycznych wydaniach Novum Testamentum Graece Nestle-Alanda (NA27).

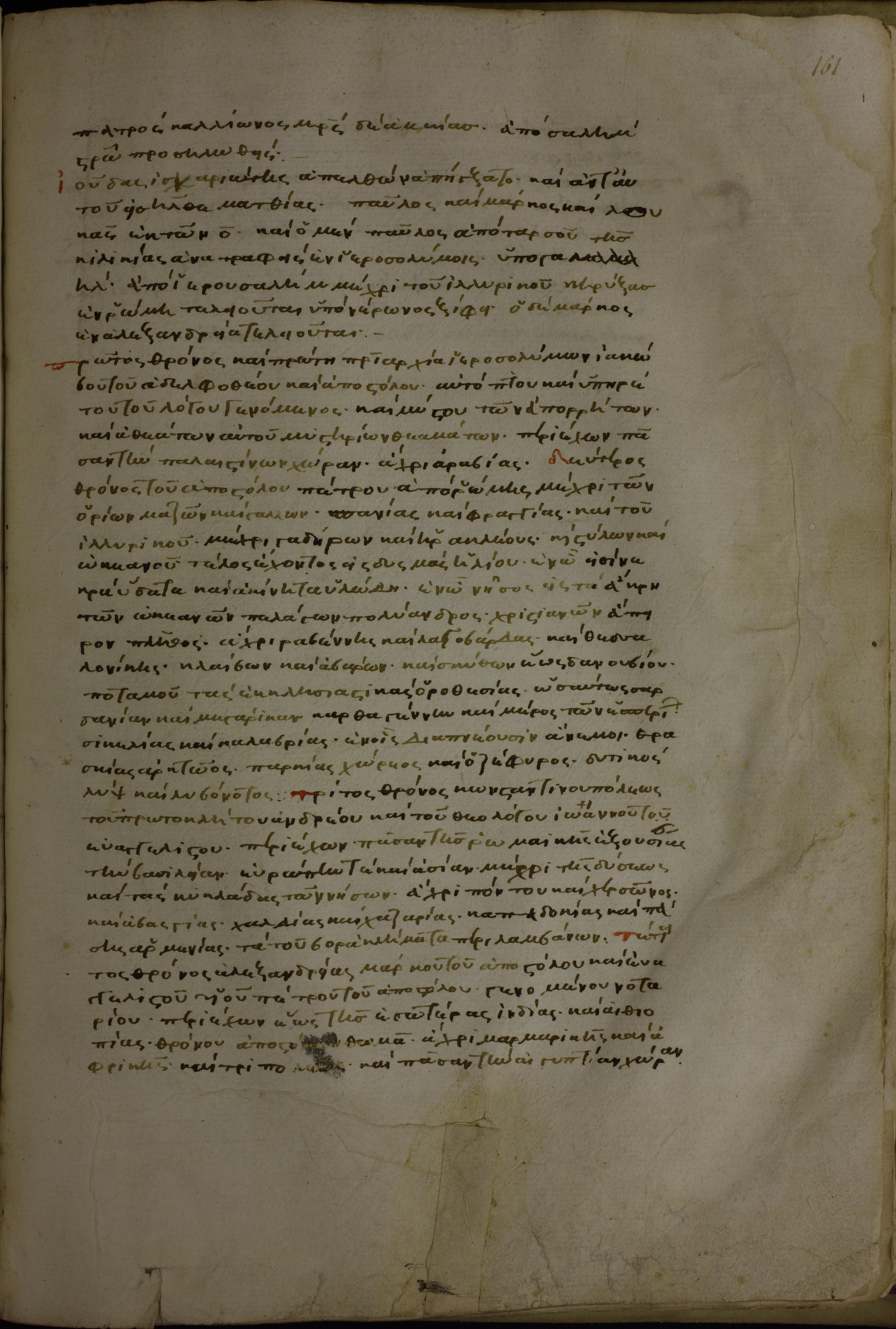
Folio 161 recto „Granice Pięciu Patriarchatów”
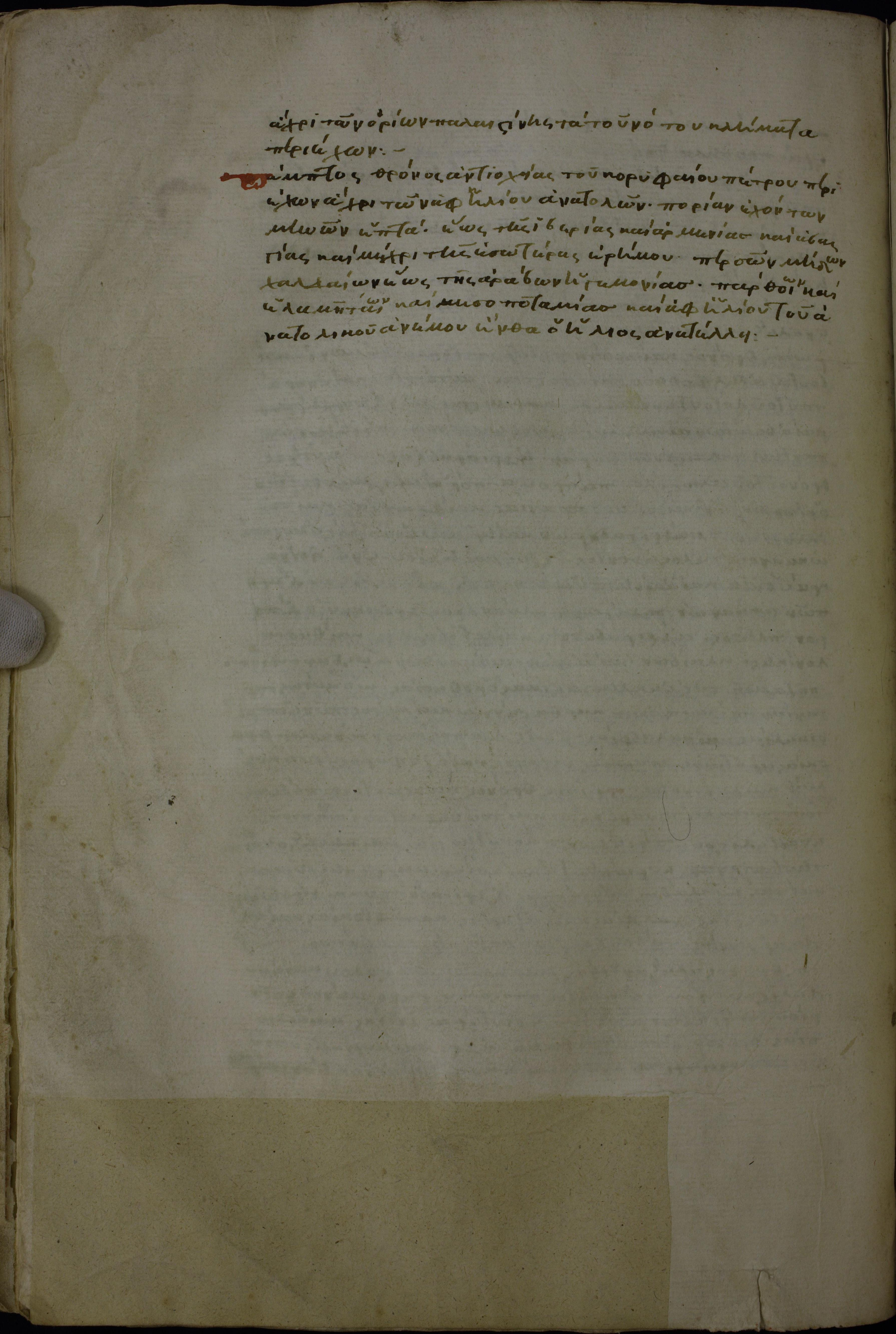
Folio 161 verso „Granice Pięciu Patriarchatów”